# Боб Гілмор
Боб Гілмор (6 червня 1961 — 2 січня 2015) — музикознавець, педагог і клавішник.
Боб Гілмор народився в Ларні, Північна Ірландія. Провів дитинство в Каррікфергусі. Він вивчав музику в Університеті Йорка, Англія, потім в Королівському університеті Белфасту (доктор філософії, 1992), навчався за програмою Фулбрайта в Університеті Каліфорнії в Сан-Дієго. 
Гілмор найбільш відомий своїми книгами про американську музику, серед яких публікації про Гаррі Парча (Harry Partch: A Biography, Yale University Press, 1998) та Бена Джонстона («Maximum Clarity» and Other Writings on Music, University of Illinois Press, 2006), які отримали премію Дімса Тейлора від ASCAP. Багато писав про американську експериментальну традицію, мікротонову музику та спектральну музику, про творчість таких артистів, як Джеймс Тенні, Гораціу Редулеску, Клод Вів'є та Френк Деньєр. Також є автором статей в «Журналі музики в Ірландії» про творчість молодих ірландських композиторів, у тому числі Дейрдри Гріббін, Донначі Деннехі та Дженніфер Уолш. 
Боб Гілмор викладав у Королівському університеті Белфаста, Дартінгтонському коледжі мистецтв і Університеті Брунеля в Лондоні. Він був науковим співробітником і директором з досліджень в Інституті Орфея в Генті. Також був засновником, директором і клавішником Trio Scordatura, амстердамського ансамблю, який виконує мікротональну музику. Був редактором Tempo, щоквартального журналу нової музики. Написана ним біографія франко-канадського композитора Клода Вів'є була опублікована у видавництві University of Rochester Press у червні 2014 року.